# Quadriportico

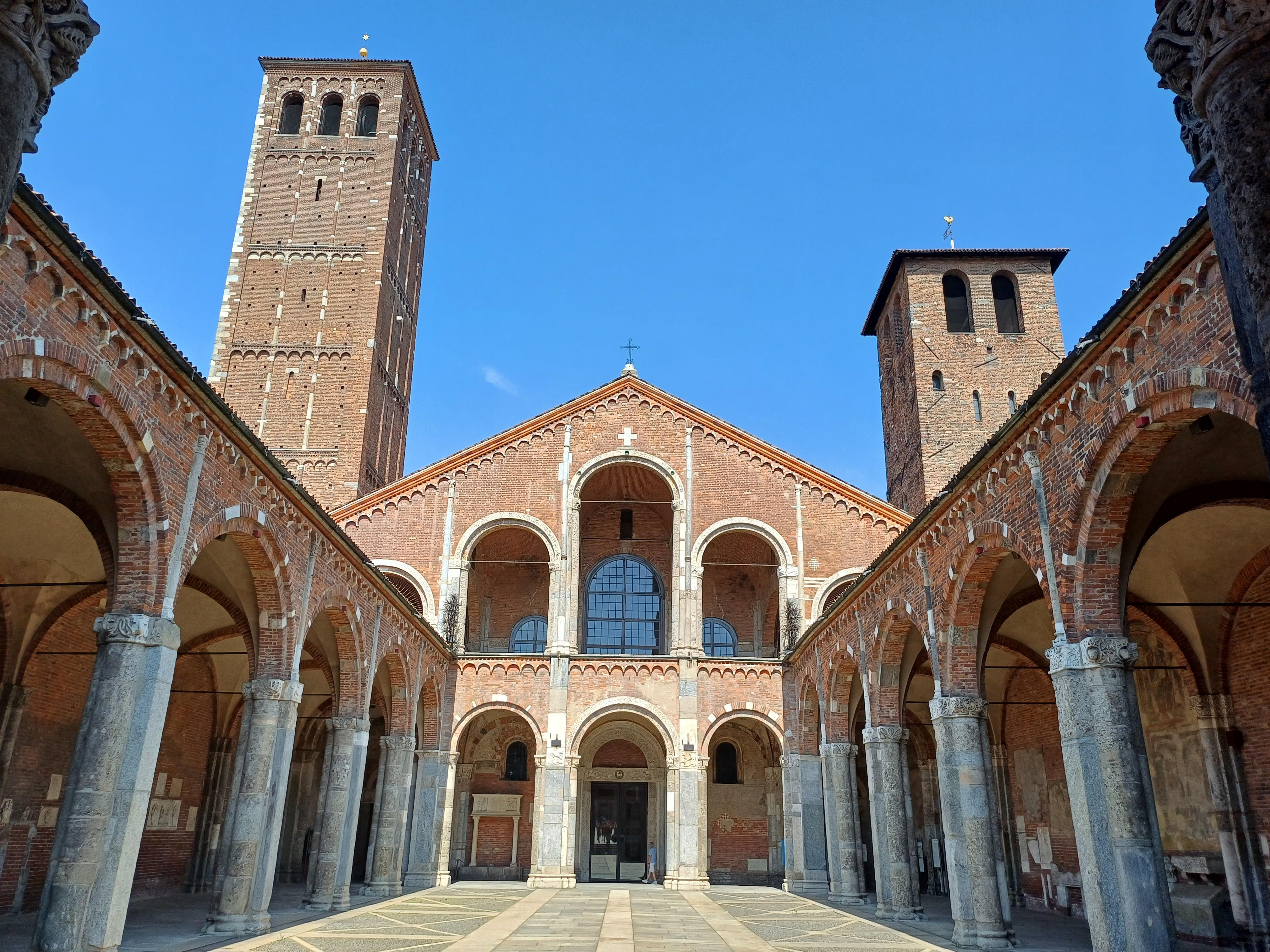
Il quadriportico della basilica di Sant'Ambrogio a Milano

Il quadriportico in architettura è uno spazio aperto, circondato sui quattro lati da portici.
Nell'architettura romana prende questo nome lo spazio porticato dietro la scena del teatro, aperto agli spettatori durante le pause degli spettacoli, ma adibito a volte anche ad altri usi.
Nelle prime basiliche cristiane, costituisce lo spazio, per lo più quadrato o rettangolare, circondato da un portico lungo i lati interni e chiuso verso l'esterno, che precede l'ingresso all'edificio sacro. Al centro ospita spesso una fontana (cantharus) per le abluzioni.
Inizialmente fu lo spazio riservato ai catecumeni, ovvero coloro che si stavano preparando al battesimo e non erano ancora ammessi ai riti, o ai penitenti. In un secondo momento divenne spazio riservato alla sepoltura dei fedeli (paradisus). 
Un quadriportico era antistante all'antica basilica di San Pietro in Vaticano, alla basilica di San Paolo fuori le mura e ad altre antiche chiese romane, ma nessuno di essi si è conservato integro (quello di San Paolo fuori le mura è stato ricostruito dopo il devastante incendio del 1823).
Elemento tipico dell'architettura paleocristiana, il suo uso scomparve insieme alla consuetudine del battesimo degli adulti, tra il VI e l'VIII secolo, e la sua funzione venne svolta dal nartece.
Si ritrova raramente in epoca romanica, come nella basilica di Sant'Ambrogio a Milano, nel duomo di Salerno (costruito da Roberto il Guiscardo tra il 1080-85) ed in epoca rinascimentale come nella basilica di Santa Maria dei Servi a Bologna.
Nei monasteri assume la denominazione di chiostro.
È presente nell'architettura civile come corte porticata di ville e palazzi.